# 福地桃子
福地 桃子（ふくち ももこ、1997年〈平成9年〉10月26日 - ）は、日本の女優、タレント。
東京都出身。レプロエンタテインメント所属。父は哀川翔、母は青地公美。

## 略歴
哀川と青地との間に、5人兄妹の末っ子として自宅出産で誕生。3歳頃から小学6年生まで父についてVシネマの撮影現場に同行して、父の演技を目にしていた。
2014年、17歳の時に両親と親交のあった香月秀之からの申し入れにより、父主演のテレビドラマ『借王シャッキング〜華麗なる借金返済作戦〜』（テレビ東京）に、哀川翔演じる主人公の娘役として出演。
それまでは芸能界に興味がなかったために、
素人で演技経験もなく、端役での出演ながら、プロデューサーからは「演技初挑戦とは思えないほど自然な演技で、お年ごろの娘役をうまく演じてくださいました」との評価を得た。同作への出演で俳優としての父の姿に感銘を受け、自身も次第に演技に関心を持つようになって、芸能界入りを決断。哀川の次女としてではなく「本名の福地桃子として女優になりたい」として父とは異なる事務所を選択し、2016年2月に憧れの新垣結衣が所属するレプロエンタテインメントへ所属した。
2016年10月期放送の『潜入捜査アイドル・刑事ダンス』（テレビ東京）で女優としてデビューを果たした。翌2017年5月放送の『良かれと思って!』（フジテレビ）での父との共演を機に、哀川の次女であることを公表、続いてバラエティ番組に次々に出演し本格的に芸能活動を開始した。
2018年に入ると4月期の『あなたには帰る家がある』、7月期の『チア☆ダン』（いずれもTBSテレビ）と2期連続でテレビドラマにレギュラー出演。翌2019年2月9日公開の『あまのがわ』で映画に初出演し、初主演を務める。同年4月には、『べっぴんさん』『わろてんか』『半分、青い。』に続き4度目のオーディション挑戦となったNHK連続テレビ小説の第100作『なつぞら』で目標としていた朝ドラへの初出演を果たし、「ブレークの登竜門」と目されるヒロインの姉妹役を演じる。
2022年、大河ドラマ第61作『鎌倉殿の13人』でNHK大河ドラマ初出演。

## 出演

### テレビドラマ
- 水曜ミステリー9「借王＜シャッキング＞〜華麗なる借金返済作戦〜」（2014年12月17日、テレビ東京） - 安斉美香 役
- 潜入捜査アイドル・刑事ダンス（2016年10月9日 - 12月25日、テレビ東京） - ヒロイン・ピコ 役[12]
- CDTVスペシャル!クリスマス音楽祭2017 スペシャル“胸キュン”ドラマ「愛が呼ぶほうへ」（2017年12月25日、TBSテレビ）[13]
- あなたには帰る家がある（2018年4月13日 - 6月22日、TBSテレビ） - 池田こはる 役[5][14]
- チア☆ダン（2018年7月13日 - 9月14日、TBSテレビ） - 芦田さくら 役[6]
- 連続テレビ小説 なつぞら（2019年4月1日 - 9月28日、NHK） - 柴田（小畑）夕見子 役[10][15]
  - なつぞらSP 秋の大収穫祭（2019年11月2日、NHK BSプレミアム） - 小畑夕見子 役[16][17][18]
- 女子高生の無駄づかい（2020年1月24日 - 3月6日、テレビ朝日） - ヤマイ（山本美波） 役[19]
- 恐怖新聞 第4話（2020年9月19日、東海テレビ / フジテレビ） - 蜷川春海 役
- #リモラブ 〜普通の恋は邪道〜（2020年10月14日 - 12月23日、日本テレビ） - 乙牧栞 役[20]
- うつ病九段（2020年12月20日、NHK BSプレミアム） - めぐみ 役[21][22]
- きよしこ（2021年3月20日、NHK総合） - 相原和歌子 役[23][24][25]
- 男コピーライター、育休をとる。（2021年7月9日 - 8月13日、WOWOW） - 今泉真理子 役[26]
- 消しゴムをくれた女子を好きになった。（2022年7月26日〈25日深夜〉- 9月27日〈26日深夜〉、日本テレビ） - ヒロイン・伊藤さとみ 役[27]
- 大河ドラマ 鎌倉殿の13人（2022年7月31日 - 12月18日、NHK） - 初 役[11]
- 霊媒探偵 城塚翡翠 第1話（2022年10月16日、日本テレビ） - 小林舞衣 役[28]
- それってパクリじゃないですか?（2023年4月12日 - 6月14日、日本テレビ） - 根岸ゆみ 役[29]
- 家族だから愛したんじゃなくて、愛したのが家族だった 第1話 - 第9話（2023年5月14日 - 7月9日、NHK BSプレミアム・NHK BS4K） - 天ヶ瀬環 役[30]
- シリーズ・横溝正史短編集IV「金田一耕助、悔やむ」『鏡の中の女』（2025年5月8日、NHK BSプレミアム4K・NHK BS） - 古谷警部補 役
- 照子と瑠衣 （2025年6月22日 - 8月10日、NHK BS・NHK BSプレミアム4K「プレミアムドラマ」枠） -大岬依子役

### 映画
- あまのがわ（2019年2月9日公開） - 主演・琴浦史織 役[31]
- あの日のオルガン（2019年2月22日公開） - 森静子 役[32]
- サバカン SABAKAN（2022年8月19日公開） - 亜子 役[33]
- あの娘は知らない（2022年9月23日） - 主演・中島奈々 役[34]
- The Night Before 飛べない天使（2023年12月15日公開） - 主演・中西優佳 役（青木柚とのW主演）[35]
  - 天使の集まる島（2025年8月29日公開予定）[36][37]
- 湖の女たち（2024年5月17日公開） - 池田由季 役[38][39]
- 短編映画『ラストシーン』（2025年5月9日公開）[40]
- そこにきみはいて（2025年11月28日公開予定） - 主演・香里 役[41]

### 舞台
- 橋からの眺め（2023年）
- 千と千尋の神隠しSpirited Away（2024年3月11日 - 30日、帝国劇場 / 4月7日 - 20日、御園座 / 4月27日 - 5月19日、博多座 / 4月30日 - 8月24日、ロンドン・コロシアム / 5月27日 - 6月7日、梅田芸術劇場 メインホール / 6月15日 - 20日、札幌文化芸術劇場 hitaru） - 主演・千尋 役（橋本環奈、上白石萌音、川栄李奈との4人キャスト）[42][43][44]
  - 千と千尋の神隠しSpirited Away 上海公演（2025年7月14日 - 8月3日、上海文化広場） - 主演・千尋 役（橋本環奈とのダブルキャスト）[45]
- 夫婦パラダイス〜街の灯はそこに〜（2024年9月6日 - 19日、紀伊國屋ホール / 9月22日 - 23日、穂の国とよはし芸術劇場PLAT / 9月26日 - 27日、森ノ宮ピロティホール）[46]

### テレビアニメ
- ポケットモンスター（2021年2月5日、テレビ東京） - ジャクリーン 役[47]

### バラエティー
- Kiss My Fake（2014年3月6日、TBSテレビ）
- 踊る!さんま御殿!!（2014年 - 、日本テレビ）
- ぴったんこカン・カン（2019年10月11日 - 2021年9月、TBSテレビ） - パネラー（不定期出演）
- 林修の今、知りたいでしょ!（2022年12月15日、テレビ朝日）
- ぽかぽか（2023年7月31日、フジテレビ） - 「ぽいぽいトーク」のコーナーゲストとして坂井真紀と共に出演

### 配信ドラマ
- 舞妓さんちのまかないさん（2023年1月12日、Netflix） - つる駒 役[48]
- わかっていても the shapes of love（2024年12月9日 - 30日、ABEMA・Netflix） - 椎名光莉 役[49]

### CM
- cafe & pancakes gram - イメージモデル 
  - 第4弾「ドラマ」篇（2018年3月28日 - ）[50]
  - 第5弾（2018年8月24日 - ）[51]
- チョーヤ梅酒 酔わないウメッシュ 「ハンモック」篇、「問い詰める女」篇（2020年1月24日 - ） - 5代目イメージキャラクター[52][53]
- 十六銀行（2023年5月 - ）
- 積水化学工業 住宅カンパニー あったかハイム「冬の好きな場所」篇（2024年11月13日 - ）[54]

### MV
- 松室政哉「ai」（2021年）

### 広告
- 産業経済新聞社（2018年6月 - ） - イメージキャラクター[55]